# Gwendoline (Chabrier)
Gwendoline es una ópera en tres actos con música de Emmanuel Chabrier y libreto en francés de Catulle Mendès. Se estrenó en el Teatro de la Moneda, Bruselas, Bélgica el 10 de abril de 1886. Le siguieron más representaciones en Carlsruhe en 1889, Leipzig en 1890, luego en Lyon y en París en 1893. Gwendoline fue un intento de Chabrier de escribir una ópera seria en el estilo de Richard Wagner.

## Personajes
| Personaje  | Tesitura | Reparto del estreno, 10 de abril de 1886 (Director: Joseph Dupont) |
| ---------- | -------- | ------------------------------------------------------------------ |
| Gwendoline | soprano  | Élisa-Eugénie Thuringer                                            |
| Armel      | tenor    | Pierre-Émile Engel                                                 |
| Erick      | tenor    | Franklin                                                           |
| Aella      | barítono | Gustave Seuille                                                    |
| Harald     | barítono | Charles Bérardi                                                    |
| Un danés   | bajo     |                                                                    |